# Andrzej Janicki-Rola
Andrzej Zbigniew Janicki-Rola (ur. 22 stycznia 1940 w Stryju, zm. 9 stycznia 2011 w Warszawie) – polski matematyk, dyplomata; konsul generalny RP w Królewcu (1997–2002) i Irkucku (2006–2008).

## Życiorys

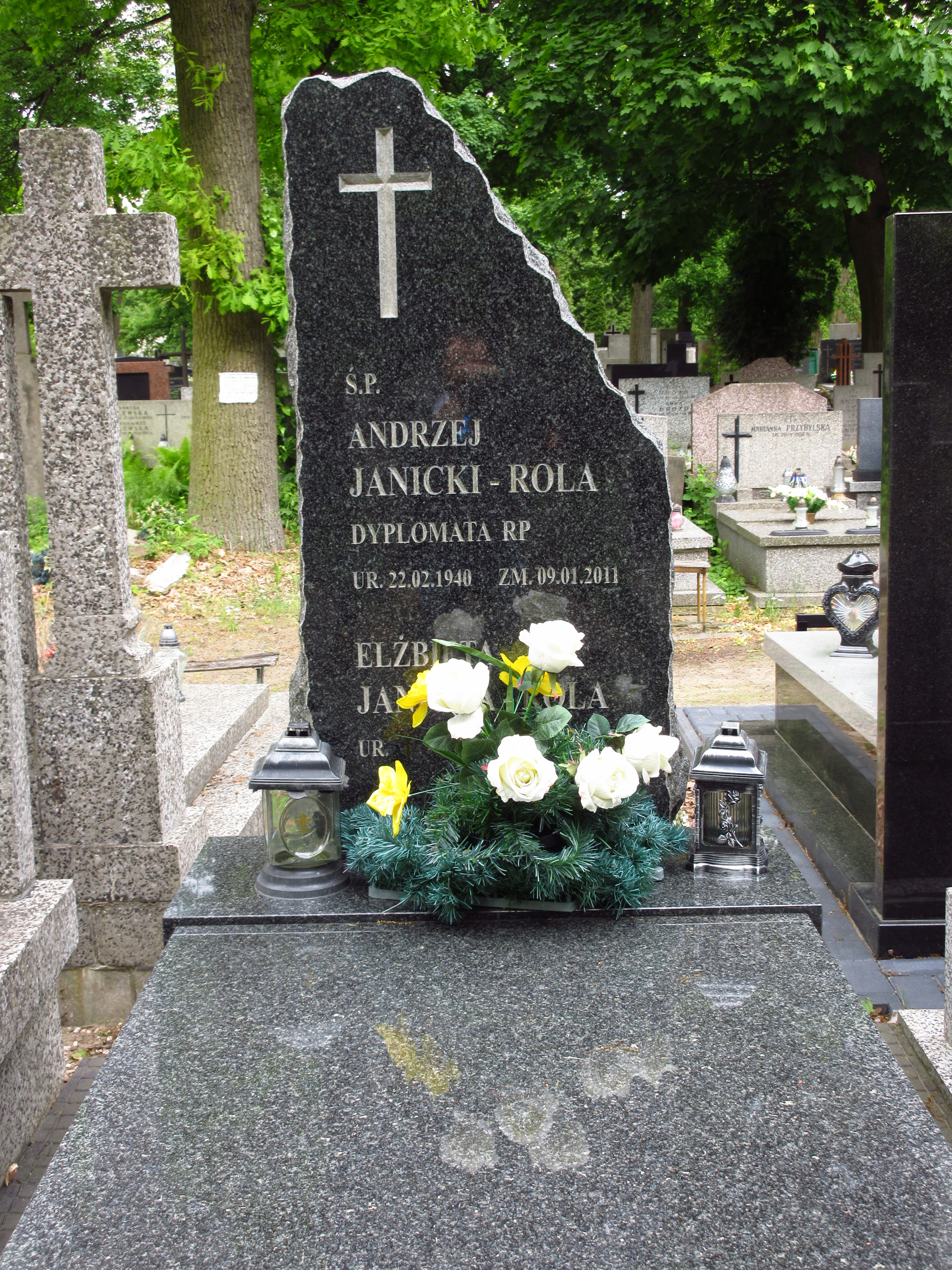
Grób Andrzeja Janickiego-Roli na cmentarzu Bródnowskim

Andrzej Janicki-Rola był synem Zbigniewa i Zofii. Ukończył matematykę na Uniwersytecie Warszawskim. Pracował początkowo jako nauczyciel w warszawskich liceach, następnie jako starszy asystent na Wydziale Elektroniki Politechniki Warszawskiej, w Akademii Sztabu Generalnego i Wojskowej Akademii Technicznej, gdzie zajmował się projektowaniem systemów informatycznych. Później zatrudniony kolejno w Instytucie Matki i Dziecka w Warszawie, Pracowni Projektów Systemów Informatycznych Etob-System, zaś od 1976 do 1989 na stanowiskach kierowniczych w Zakładzie Kineskopów Kolorowych w Piasecznie.
Od 1990 pełnił funkcję dyrektora departamentu współpracy z gospodarką narodową, a później dyrektora departamentu szkolnictwa zawodowego w Ministerstwie Edukacji Narodowej. W lipcu 1993 przeszedł do Ministerstwa Spraw Zagranicznych na stanowisko dyrektora biura. Od 1996 starszy radca ministra w Departamencie Konsularnym i Wychodźstwa. W 1997 powołany na stanowisko Konsula Generalnego w Królewcu. Kadencję zakończył w 2002. Pełnił analogiczną funkcję w Irkucku (3 marca 2006–2008).
17 stycznia 2011 został pochowany na cmentarzu Bródnowskim (kwatera 61C-II-24).